# She Wronged Him Right
She Wronged Him Right es un corto de animación estadounidense de 1934, de la serie de Betty Boop. Fue producido por los estudios Fleischer y distribuido por Paramount Pictures. En él aparece Betty Boop interpretando en una obra de teatro.

## Argumento
Betty interpreta a una mujer con problemas para pagar la mensualidad del alquiler. El malvado casero, Heeza Rat (traducible por él es una rata), amenaza con una ejecución hipotecaria a menos que Betty acepte casarse con él. Betty se niega y el villano le tortura hasta que Fearless Freddie viene en su ayuda.

## Producción
She Wronged Him Right es la vigésima cuarta entrega de la serie de Betty Boop y fue estrenada el 5 de enero de 1934.